# Municipio de Johnson (condado de Knox)
El municipio de Johnson (en inglés: Johnson Township) es un municipio ubicado en el condado de Knox en el estado estadounidense de Indiana. En el año 2010 tenía una población de 1382 habitantes y una densidad poblacional de 10,47 personas por km².

## Geografía
El municipio de Johnson se encuentra ubicado en las coordenadas 38°34′9″N 87°30′38″O / 38.56917, -87.51056. Según la Oficina del Censo de los Estados Unidos, el municipio tiene una superficie total de 132.04 km², de la cual 130,82 km² corresponden a tierra firme y (0,92 %) 1,22 km² es agua.

## Demografía
Según el censo de 2010, había 1382 personas residiendo en el municipio de Johnson. La densidad de población era de 10,47 hab./km². De los 1382 habitantes, el municipio de Johnson estaba compuesto por el 97,83 % blancos, el 0,58 % eran afroamericanos, el 0,07 % eran amerindios, el 0,22 % eran asiáticos, el 0,58 % eran de otras razas y el 0,72 % eran de una mezcla de razas. Del total de la población el 0,65 % eran hispanos o latinos de cualquier raza.